# Liceo de Varones
Unter dem Namen Liceo de Varones (deutsch: Hochschule für junge Männer) trat eine Schulmannschaft aus der mexikanischen Stadt Guadalajara in den Pionierjahren des Fußballs in Jalisco an. Sie wurde etwa zwischen 1906 und 1908 gegründet und bestand bis zur Schließung der Schule im Jahr 1914. Zwischen 1908 und 1914 wirkte sie in der Liga Amateur de Jalisco mit, die 1908 eingeführt worden war und bis zur Einführung des Profifußballs im Jahr 1943 bestand.

## Geschichte

### Schule
Das Liceo de Varones war zu seiner Zeit eine der größten Bildungseinrichtungen in Jalisco. Das Gebäude, in dem die Schule untergebracht war, wurde zu Beginn des 18. Jahrhunderts errichtet und beherbergte zunächst das Priesterseminar von San José. 1861 wurde hier das neu gegründete Liceo de Varones de Guadalajara untergebracht. Nach seiner Schließung im Jahr 1914 wurde hier 1918 das Museo de Bellas Artes, das Museum der Schönen Künste, eingerichtet.
In der Schule wurden zunächst die Sportarten Gymnastik, Fechten, Reiten und Springen praktiziert. Einige Zeit später kam durch den englischen Einfluss der Fußball hinzu, der mit wachsender Begeisterung auf dem Schulhof gespielt wurde. 

### Fußballmannschaft
Das Liceo de Varones war der erste ernstzunehmende Gegner des Guadalajara Football Club und ihre Duelle wurden mit unerbittlicher Härte ausgetragen. 
Beide Mannschaften wurden in den ersten sechs Spielzeiten der Liga Amateur de Jalisco je dreimal Meister. Liceo gewann die Meisterschaft in den Jahren 1911, 1913 und 1914 jeweils vor dem Guadalajara FC. Darüber hinaus wurde die Schulmannschaft 1910 und 1912 noch zweimal Vizemeister, jeweils hinter dem Club Guadalajara.  
Die Derbys zwischen den beiden Mannschaften waren so intensiv, dass es manchmal sogar zu gewalttätigen Auseinandersetzungen nach den Spielen kam. Gregorio Orozco, der seinerzeitige Präsident des Club Guadalajara, wusste sogar davon zu berichten, dass nach einem Derby Spieler des Liceo vor seinem Haus aufgetaucht seien und es mit Steinen beworfen hätten. 
Mit der Schließung der Schule im Jahr 1914 wurde die Mannschaft aufgelöst. Die erste Rivalität in Guadalajara hatte ein abruptes Ende gefunden und wurde bald durch die Rivalität zwischen dem Club Guadalajara und dem 1916 gegründeten Club Atlas ersetzt.